# Giovan Battista Lama

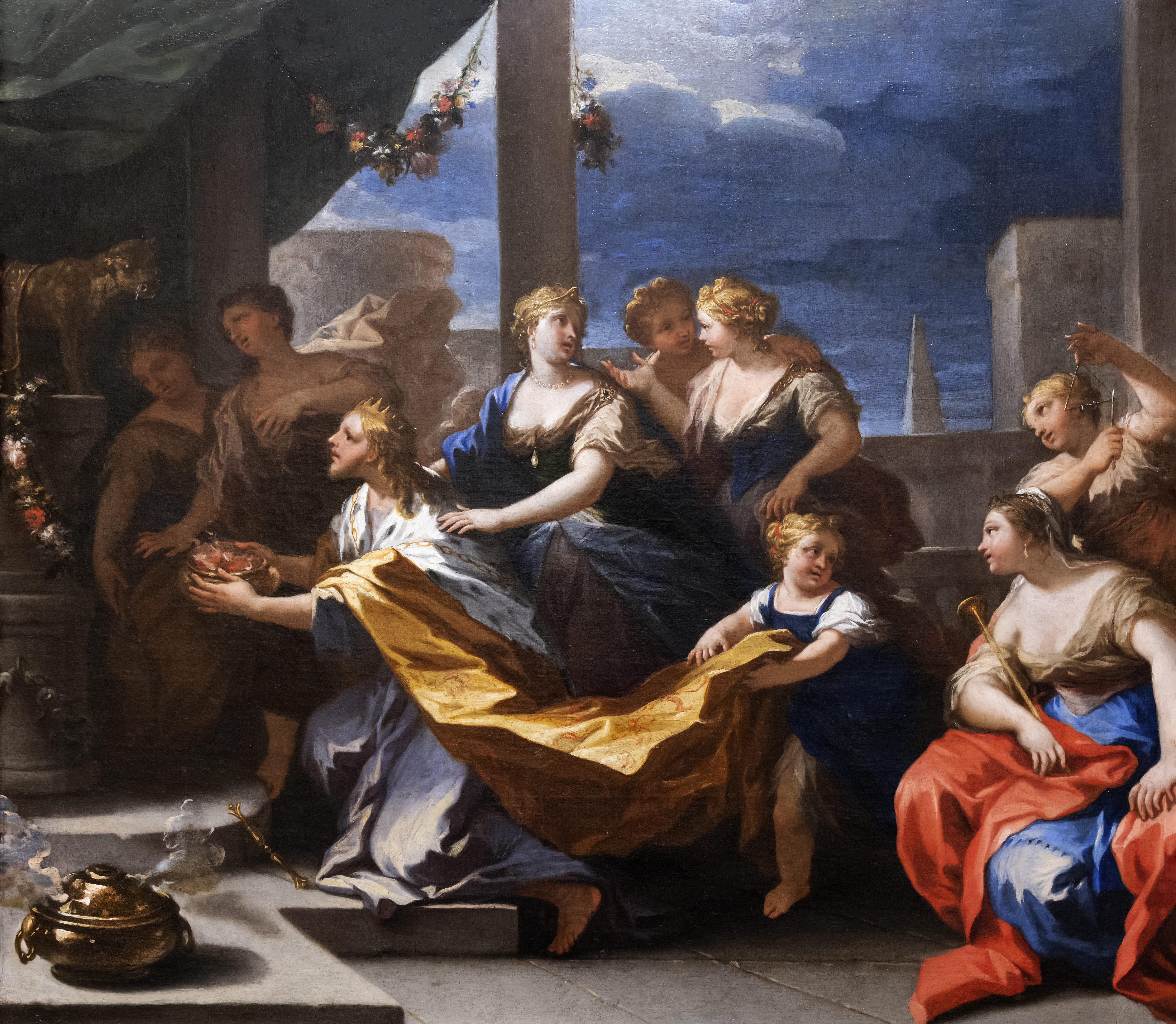
Salomón haciendo un sacrificio a los ídolos Musée des Beaux-Arts d'Agen

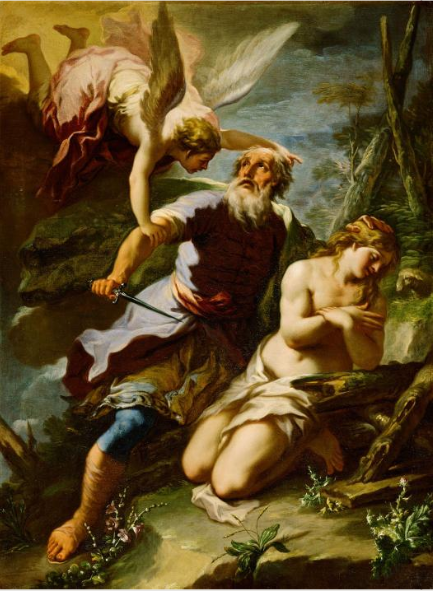
Sacrificio de Isaac, óleo sobre lienzo, 116 x 90 cm. Viena, Kunsthistorisches Museum.

Giovan Battista Lama (Nápoles, c. 1673-1748) fue un pintor barroco italiano, discípulo de Luca Giordano.

## Biografía
Aunque discípulo de Giordano, De Dominici, que llegó a conocerlo trabajando sin descanso a pesar de su avanzada edad y rodeado de discípulos, advertía en su pintura mayor influencia de Paolo de Matteis que de Giordano, lo que explicaba por haberse casado con Nunzia Perrone, hija del escultor Michele Perrone y hermana de Rosolena, la mujer de Paolo, a quien se habría unido tras la marcha de Giordano a España.
En torno a 1700 se documentan sus primeros trabajos como pintor independiente. Se trata de unos putti en el arco de ingreso a la capilla Sannazaro en la iglesia de Santa María del Parto, para completar la decoración dejada inacabada a su muerte por Nicola Russo, y una Matanza de los inocentes sobre lienzo en la misma iglesia. A partir de ese momento los trabajos para las iglesias de Nápoles y otras localidades cercanas como Aversa o Rutigliano se multiplicarán. A la influencia de Giordano y Matteis se sumará en la década de 1720 la de Francesco Solimena, con su inclinación al dinamismo tardobarroco, una influencia que se ha advertido en obras como el Sacrificio de Isaac del Kunsthistorisches Museum, no obstante ser también clara en él la relación con el lienzo de igual asunto de Luca Giordano conservado en la Real Academia de Bellas Artes de San Fernando de Madrid. Un viaje a Roma con su cuñado Paolo de Matteis en 1723 le pondrá en contacto, por último, con el trabajo de Carlo Maratta.
De sus muchas obras en iglesias napolitanas De Dominici destacaba las pinturas para la iglesia de Santa Maria alla Cesarea (S. Maria della Pazienza) —La vocación de san Pedro, La conversión de Saulo y diez lienzos de profetas y evangelistas— que corresponden a esa etapa ya avanzada de su pintura, en la que se dan cita la luminosidad de Giordano con la elegancia compositiva de De Matteis y el lenguaje formal tardobarroco de Solimena y Maratta.